# Vallefoglia
Vallefoglia är en kommun i provinsen Pesaro e Urbino i regionen Marche i Italien. Kommunen hade 15 133 invånare (2018).
Kommunen bildades den 1 januari 2014 genom en sammanslagning av de tidigare kommunerna Colbordolo och Sant'Angelo in Lizzola. Volleybollklubben Megavolley kommer från orten.